# サンボアンガ半島地方

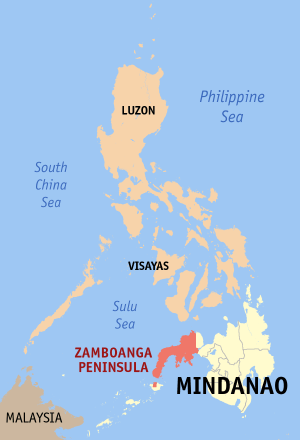

サンボアンガ半島地方（サンボアンガはんとうちほう、Zamboanga Peninsula, Region IX）は、フィリピン南部ミンダナオ島西部にあるサンボアンガ半島全体の地方である。もともと西ミンダナオ地方（Western Mindanao, Region IX）と呼ばれ、バシラン島もその領域であったが、2001年9月19日、バシラン島がイスラム教徒ミンダナオ自治地域（後のバンサモロ自治地域）に組み込まれてバシラン州となり、残りの半島部はサンボアンガ半島地方として改称された。

## 州
- サンボアンガ・デル・ノルテ州
- サンボアンガ・デル・スル州
- サンボアンガ・シブガイ州

上記の3州と、これらから独立したサンボアンガ市、イサベラ市からなる。イサベラ市はバシラン州を形成するバシラン島にあるが、ここだけはサンボアンガ半島地方に属している。サンボアンガ半島地方の行政的中心はパガディアン市にある。